# Magnetron

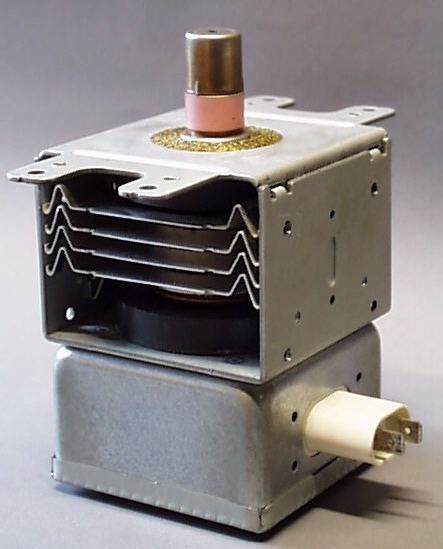
Mikrohullámú sütő magnetronja

A magnetron mikrohullám előállítására szolgáló vákuumcső, különleges elektroncső.
A vákuumcsőben lévő központi katódot hengeres anód veszi körül. A katódról kilépő elektronok elektromos és mágneses térben belépő erők hatására körpályán mozognak. A katódszálat körülvevő anód üregeiben a mágneses tér hatására körpályán mozgó elektronok rezonanciája miatt jön létre a mikrohullám. Az 1940-es években a radarokhoz fejlesztették ki, a polgári életben a mikrohullámú sütőkben alkalmazzák.

## További információk

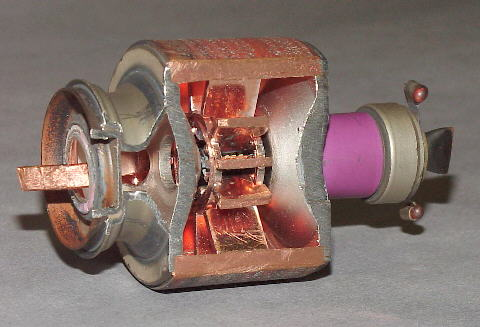
Magnetron